# Oncostemum macrostachyum
Oncostemum macrostachyum är en viveväxtart som beskrevs av Carl Christian Mez. Oncostemum macrostachyum ingår i släktet Oncostemum och familjen viveväxter. Inga underarter finns listade i Catalogue of Life.